# Licania longipedicellata
Licania longipedicellata är en tvåhjärtbladig växtart som beskrevs av Adolpho Ducke. Licania longipedicellata ingår i släktet Licania och familjen Chrysobalanaceae. Inga underarter finns listade i Catalogue of Life.